# Дзержинский район (Минская область)
Дзержи́нский райо́н (бел. Дзяржынскі раён; с 1924 по 1932 годы — Ко́йдановский район, бел. Ко́йданаўскі раён) — административная единица в центральной части Минской области Республики Беларусь. Административный центр — город Дзержинск.
Численность населения — 70 702 человек (на 1 января 2025 года).
На территории района расположена наивысшая точка Беларуси — Гора Дзержинская.

## Географическая характеристика

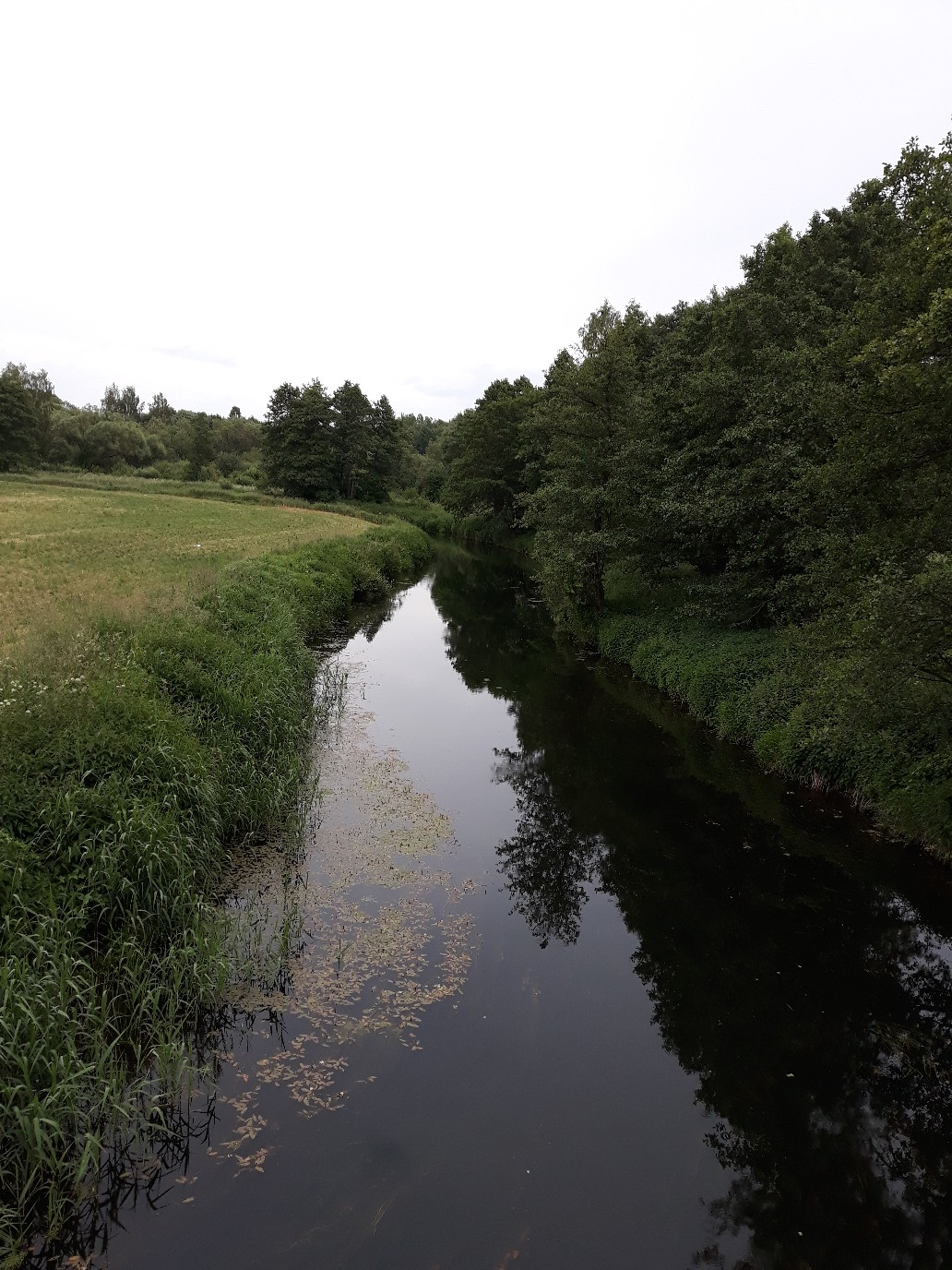
Усса — крупнейшая река Дзержинщины

Площадь района составляет около 1200 км². Район граничит с Воложинским, Минским, Узденским и Столбцовским районами.
Основная река — Усса (Уса).
Дзержинский район располагается в центральной части Минской области, в границах Минской возвышенности (северная часть) и Столбцовской равнины (южная часть). Рельеф района холмистый, преобладают высоты в 180—220 метров над уровнем моря. Здесь находится самая высокая точка Беларуси — гора Дзержинская (345 м). Дзержинский район является водоразделом двух крупных водных бассейнов — Черноморского и Балтийского. Река Усса, взявшая свое начало у подножия горы Дзержинской, впадает в Неман и далее в Балтийское море. Река Птичь, которая также имеет исток рядом с горой, впадает в Припять, далее в Днепр и далее в Чёрное море.
В районе добываются полезные ископаемые: торф, песочные материалы, глина для грубой керамики.
Средняя температура января −6,7 °C, июля — 17,6 °C. Осадков выпадает 625 мм. Вегетационный период — 188 суток.
Лесом покрыто 28 % территории района, преобладают хвойные, берёзовые и еловые леса. Сельскохозяйственные угодья занимают 70,9 тысяч га, из них осушены 14,7 тысяч га.

## История
На территории современного Дзержинского района человек появился в эпоху мезолита — среднекаменного века (9—5-е тысячелетие до н. э.). В X веке Центральную Беларусь, куда входила территория нынешнего Дзержинского района, постепенно заселило племя дреговичей. Эти земли впоследствии вошли в состав Киевской Руси. На территории расселения дреговичей сохранилось немало археологических памятников: городища, селища, курганные могильники. Именно одно такое городище и располагалось на территории современного города Дзержинска.
За свою долгую историю центр района имел три названия — Крутогорье, Койданово, Дзержинск. Первое упоминание о Дзержинске относится к середине XII столетия. Как писал белорусский этнограф XIX века Павел Шпилевский:
«Койданов когда-то назывался Крутогорьем, между зданиями которого красовался большой каменный замок с великолепным зверинцем. Если к этому преданию присоединить другое, что в старой Койдановской (сгоревшей) православной церкви была икона с надписью: «Крутогорье, 1146 год», то можно полагать, что до второй половины XII века еще не существовало названия Койданово»
С X века эти земли в составе Полоцкой земли, с XI—XII веков — в составе удельного Минского княжества, с первой половины XIV века — в составе Великого княжества Литовского, а с XV века в составе Минского повета. После второго раздела Речи Посполитой территория была присоединена к Российской империи, с 1795 года, Дзержинщина — в Минском уезде Минской губернии. По состоянию на 1870 год территория современного района находилась в границах Великосельской, Койдановской, Рудицкой, Самохваловичской, Стросельской, Станьковской и Чапельской волостей.
В Первую мировую войну с февраля по декабрь 1918 года нынешний район был оккупирован немецкими войсками. С 1 января 1919 года территория находилась в составе БССР, с 27 февраля 1919 года в составе Литовско-белорусской ССР. Во время советско-польской войны с июля по август 1919 года была оккупирована польскими войсками, была освобождена Красной Армией в июле 1920 года. С 31 июля 1920 года в составе восстановленной Белорусской ССР. В середине октября 1920 года вновь оккупирована поляками, но согласно с условиями договора о перемирии и последующих соглашений от 12 октября 1920 года, подтверждённых рижским миром от 18 марта 1921 года осталась в составе БССР (кроме местечка Волма и окрестностей, которые отошли к Польше. В октябре 1920 года — марте 1921 года на территории современного района проходил участок 10-километровой (по ширине) «нейтральной зоны» между польскими войсками, которые стояли на линии деревень Негорелое — Микуличи — Старая Рудица — Боровое — Дягильно и других и советскими войсками, которые стояли на линии Чики — Залесье — Крысово — левый берег реки Уса. В нейтральной зоне находилось и местечко Койданово, где в ноябре 1920 года 4 дня существовала провозглашённая антисоветскими повстанцами «Койдановская республика».

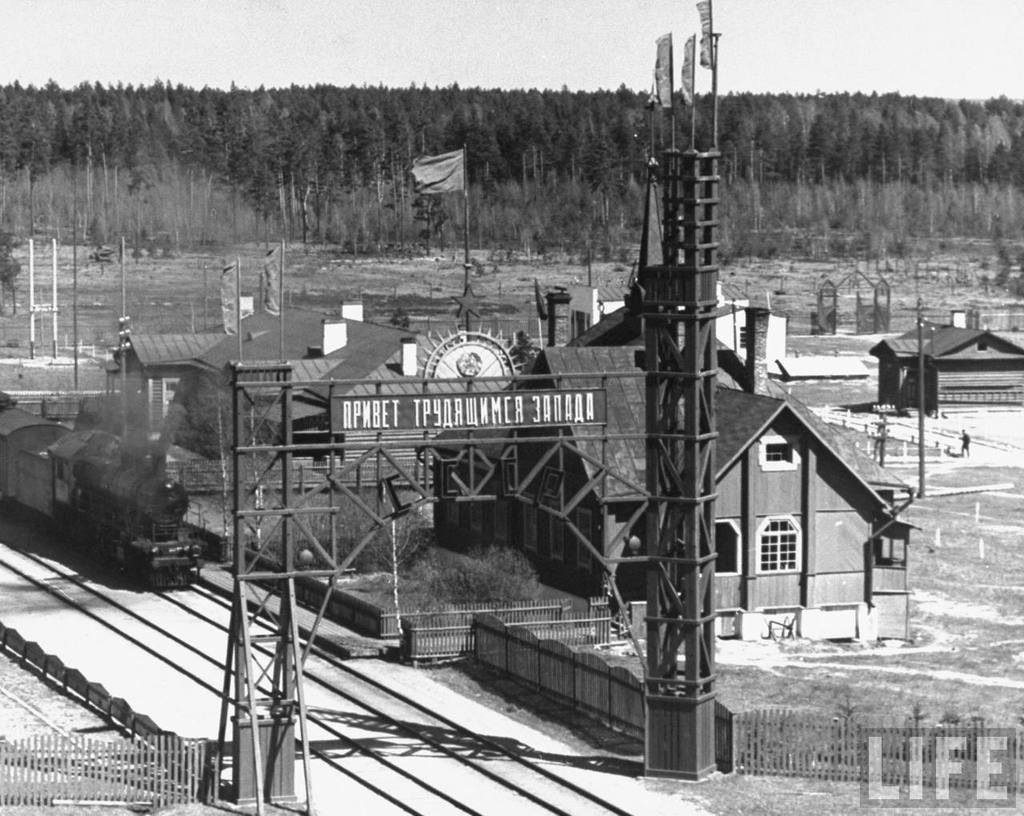
Станция Негорелое — «ворота в СССР», 1930-е годы

Современный район был образован 17 июля 1924 года, как Койдановский район Минского округа и таким оставался до 26 июля 1930 года. 20 августа 1924 года территория района была разделена на 12 сельских Советов, из которых 7, в период с 1932 года по 1936 год являлись национальными польскими сельсоветами. 15 марта 1932 года район был преобразован в польский национальный район (полрайон), а 29 июня стал именоваться Дзержинским. С 1932 года в районе стали работать польский агрономический техникум в Койданово и педагогический техникум в Станьково. 31 июля 1937 года район был упразднён, а территория была передана Заславскому, Узденскому и Минскому районам, однако 4 февраля 1939 года был восстановлен как обычный район Минской области и включал 16 сельсоветов. С 15 января 1929 года издавалась районная газета «Красный койдановец». На 1 июня 1941 года на территории работало свыше 20 промышленных предприятий, 111 колхозов, 8 совхозов, 89 школ, кинотеатр, 104 дошкольных учреждения.
В Великую Отечественную войну с 28 июня 1941 года территория оккупирована немецко-фашистскими захватчиками, которые убили 17 606 местных жителей, сожгли деревни Борки, Глухое Перхурово, Литавец, Любожанка, Пересветовщина, Ходасы (после войны не восстановлена), Боровое, Волка, Полоневичи, Садковщина, Старая Рудица, Скирмантово. На территории района действовали партизанские бригады: 18-я имени Фрунзе, 200-я имени Рокоссовского, бригады имени Пономаренко, имени Сталина, имени Чкалова, имени Щорса, Никитина, отряды 106-й «Мститель», «Боевой имени Дунаева», «Славный», имени Калинина, специальная партизанская группа «Богатыри», «Уничтожитель», «Родные», Дзержинское антифашистское подполье, подпольные райкомы КПБ(б) и ЛКСМБ (октябрь 1942 — 4 июля 1944).Издавалась подпольная газета «Ленинская правда». Район был освобождён в начале июля 1944 года войсками 49-й армии 2-я Белорусского фронта в ходе Белостокской операции 1944 года.
С 25 декабря 1962 года по 30 июля 1966 года в составе района находился г. п. Узда и 9 сельсоветов упраздненного Узденского района. 12 августа 1970 года присоединён Волменский сельсовет Воложинского района.
В 1980-е годы в окрестностях деревни Станьково базировалась 189-я ракетная бригада, на вооружении которой находились ракеты «Ока» (ОТР-23), впоследствии утилизированные по условиям Договора о ликвидации ракет средней и меньшей дальности.
22 августа 1997 года административные единицы Дзержинский район и город Дзержинск, имеющие общий административный центр, объединены в одну административную единицу — Дзержинский район с административным центром город Дзержинск.
В 2020 году утвержден официальный природный символ Дзержинского района — Обыкновенная лазоревка.

## Геральдика
Герб и флаг учреждены Указом Президента Республики Беларусь от 21 июля 2008 года № 398 и зарегистрированы в Государственном геральдическом регистре 23 июля 2008 года № Б-128 и № Б-129. Одобрены решением Дзержинского районного исполнительного комитета от 28 декабря 2006 года № 2127.

## Население
| Национальный состав населения (на 2019 год) | Национальный состав населения (на 2019 год) | Национальный состав населения (на 2019 год) | Национальный состав населения (на 2019 год) | Национальный состав населения (на 2019 год) |
| Национальность (чел.)                       |                                             |                                             | %                                           |                                             |
| ------------------------------------------- | ------------------------------------------- | ------------------------------------------- | ------------------------------------------- | ------------------------------------------- |
| белорусы — 60 687 чел.                      |                                             |                                             | 87.32 %                                     |                                             |
| русские — 4734 чел.                         |                                             |                                             | 6.81 %                                      |                                             |
| поляки — 1640 чел.                          |                                             |                                             | 2.36 %                                      |                                             |
| украинцы — 1027 чел.                        |                                             |                                             | 1.48 %                                      |                                             |
| другие — 1412 чел.                          |                                             |                                             | 2.03 %                                      |                                             |
| всего — 69 500 чел.                         |                                             |                                             | 100.0 %                                     |                                             |

| Численность населения основных возрастных групп (на 2019 год) | Численность населения основных возрастных групп (на 2019 год) | Численность населения основных возрастных групп (на 2019 год) | Численность населения основных возрастных групп (на 2019 год) | Численность населения основных возрастных групп (на 2019 год) |
| Возрастные группы                                             |                                                               |                                                               | %                                                             |                                                               |
| ------------------------------------------------------------- | ------------------------------------------------------------- | ------------------------------------------------------------- | ------------------------------------------------------------- | ------------------------------------------------------------- |
| Городское население:                                          |                                                               |                                                               | 66.7 %                                                        |                                                               |
| трудоспособные                                                |                                                               |                                                               | 59.1 %                                                        |                                                               |
| младше трудоспособного                                        |                                                               |                                                               | 20.9 %                                                        |                                                               |
| старше трудоспособного                                        |                                                               |                                                               | 20.0 %                                                        |                                                               |
| Сельское население:                                           |                                                               |                                                               | 33.3 %                                                        |                                                               |
| трудоспособные                                                |                                                               |                                                               | 52.8 %                                                        |                                                               |
| старше трудоспособного                                        |                                                               |                                                               | 29.4 %                                                        |                                                               |
| младше трудоспособного                                        |                                                               |                                                               | 17.8 %                                                        |                                                               |

### Численность
Численность населения — 70 702 человек (на 1 января 2025 года), в том числе городское (Дзержинск 29 630 человек, Фаниполь 18 684 человек) — 48 314 человек, сельское — 22 388 человек.
Численность населения района составляет (на 1 января 2022 года) 70 276 человек, в сравнении с аналогичным периодом 2021 года количество жителей района увеличилось на 27 человек (+0,04 %). В городских условиях проживают 47 356 (67,4 %) жителей, в сельских — 22 920 человек (32,6 %). По численности населения Дзержинский район занимает пятое место среди районов Минской области и его население составляет 4,72 % от численности её населения.

### Национальный состав
В ходе переписи 2019 года 87,32% жителей района назвали себя белорусами, 6,81% — русскими, 2,36% — поляками, 1,48% — украинцами.
Национальный состав по переписи 2009 года: 85,6 % — белорусы; 8,2 % — русские; 2,8 % — поляки; 1,4 % — украинцы; 2 % — другие национальности. По данным переписи населения 2009 года, в Дзержинском районе Минской области, белорусский язык родным назвали 66,93 % опрошенных, а русский язык — 30,17 %. Однако, языком домашнего общения белорусский был назван 34,05 % жителей района, в то же время как русский язык — 62,19 % участниками переписи.
Демография
В Дзержинском районе наблюдается устойчивый прирост населения (так, с 2008 по 2019 годы прирост составил 9,9 %). Смертность в районе превышала рождаемость до 2011 года, однако в последние годы наблюдается обратная тенденция (в 2018 году прирост составил 0,7 человека на 1000 человек населения). Прирост численности населения района происходит в основном за счёт двух городов района — Дзержинска и Фаниполя, но по состоянию на 2018 год, убыль населения в сельской местности наблюдалась только в 3-х из 8-и сельсоветов. Общий рост населения обеспечивается за счёт внешних миграций, так в 2018 году в Дзержинском районе родились 802 жителя, а прибыли 2349 человека. Число выбивших из Дзержинского района в 2019 году составила 1809 человек. В 2018 году число заключённых браков в районе составила 383 (5,7 на 1000 человек), разводов — 252 (3,8 на 1000 человек).
| Численность населения (по годам) | Численность населения (по годам) | Численность населения (по годам) | Численность населения (по годам) | Численность населения (по годам) | Численность населения (по годам) | Численность населения (по годам) | Численность населения (по годам) | Численность населения (по годам) | Численность населения (по годам) |
| 1939                             | 1959                             | 1970                             | 1979                             | 1989                             | 1996                             | 1999                             | 2001                             | 2002                             | 2003                             |
| -------------------------------- | -------------------------------- | -------------------------------- | -------------------------------- | -------------------------------- | -------------------------------- | -------------------------------- | -------------------------------- | -------------------------------- | -------------------------------- |
| 49 133                           | ↘46 015                          | ↗46 214                          | ↗51 223                          | ↗58 574                          | ↗60 400                          | ↗61 528                          | ↗61 545                          | ↘61 382                          | ↘61 369                          |
| 2004                             | 2005                             | 2006                             | 2007                             | 2008                             | 2009                             | 2010                             | 2011                             | 2012                             | 2013                             |
| ↗61 425                          | ↗61 439                          | ↘61 363                          | ↘61 102                          | ↗61 261                          | ↗61 320                          | ↘61 189                          | ↗61 320                          | ↗61 479                          | ↗61 801                          |
| 2014                             | 2015                             | 2016                             | 2017                             | 2018                             | 2019                             | 2020                             | 2021                             | 2022                             |                                  |
| ↗62 380                          | ↗63 205                          | ↗64 543                          | ↗65 718                          | ↗66 776                          | ↗67 360                          | ↗69 804                          | ↗70 249                          | ↗70 276                          |                                  |

## Административное деление

Административно-территориальное деление Дзержинского района Минской области

В состав Дзержинского района входят 276 населённых пунктов, объединённых в 8 сельсоветов, в том числе 2 города (Дзержинск и Фаниполь).
В 2009 году упразднены Ляховичский сельсовет, Старинковский сельсовет, Негорельский поссовет. 28 июня 2013 года упразднены Волменский и Рубилковский сельсоветы.
| №   | Название сельсовета (города р-ного подчинения) | Адм. центр     | Население (чел., 2022) | Площадь, км² | Число хозяйств | Кол-во нас. пунктов |
| --- | ---------------------------------------------- | -------------- | ---------------------- | ------------ | -------------- | ------------------- |
| 1.  | Боровской                                      | аг. Боровое    | ↘ 1837                 | 148,0        | 886            | 28                  |
| 2.  | Демидовичский                                  | д. Дворище     | ↗ 1843                 | 111,1        | 918            | 26                  |
| 3.  | Дзержинский                                    | г. Дзержинск   | ↗ 2689                 | 102,5        | 1147           | 23                  |
| 4.  | Добринёвский                                   | д. Добринёво   | ↗ 2576                 | 136,4        | 1128           | 45                  |
| 5.  | Негорельский                                   | п. Энергетиков | ↘ 5412                 | 146,3        | 2477           | 28                  |
| 6.  | Путчинский                                     | аг. Путчино    | ↗ 2134                 | 253,8        | 994            | 51                  |
| 7.  | Станьковский                                   | д. Станьково   | ↘ 3229                 | 146,1        | 1588           | 41                  |
| 8.  | Фанипольский                                   | д. Вязань      | ↗ 4447                 | 98,2         | 1974           | 32                  |
| 9.  | г. Фаниполь                                    | —              | ↗ 17 493               | 7,6          | 1340           | 1                   |
| 10. | г. Дзержинск                                   | —              | ↗ 29 863               | 13,3         | —              | 1                   |

Наиболее крупные населённые пункты района: города Дзержинск и Фаниполь, посёлки Негорелое и Энергетиков, а также деревня Станьково.

## Экономика
Выручка от реализации продукции, товаров, работ, услуг за 2017 год составила 2366,4 млн рублей (около 1183 млн долларов), в том числе 325,1 млн рублей (13,74 %) пришлось на сельское, лесное и рыбное хозяйство, 781,2 млн (33,01 %) на промышленность, 70,4 млн (2,97 %) на строительство, 1048,8 млн (44,32 %) на торговлю и ремонт, 140,9 млн (5,95 %) на прочие виды экономической деятельности.

### Промышленность
На территории района действует 22 промышленных предприятия, которые выпускают ткани, мебель, пилорамы, краны мостовые, лакокрасочные материалы, изделия медицинского назначения, с/х машины, оборудование для дорожного строительства, железобетон и др.
Крупнейшие из них:
- ОАО "Дзержинская швейная фабрика «Элиз» (579 работников в 2015 году[28])
- Производственное республиканское унитарное предприятие «Дзержинский экспериментально — механический завод» (317 работников[28])
- Филиал «Завод железобетонных мостовых конструкций» ОАО «Дорстройиндустрия»
- Филиал «Фанипольский опытно — механический завод» РУП «Дорстройиндустрия»
- ЧПУП «МАВ»
- ООО «Фанипольский завод измерительных приборов «Энергомера»
- ЗАО «Штадлер Минск» — машиностроительное предприятие в Фаниполь

За январь — сентябрь 2017 года промышленными предприятиями района произведено продукции в фактических ценах на сумму 300,7 млн белорусских рублей, что составило 72,1 % к периоду 2016 года в фактических ценах. Предприятиями республиканского подчинения произведено продукции на 45,7 млн рублей (темп роста 96,2 %), предприятиями коммунальной формы собственности на 76,7 млн рублей (107,7 %), предприятиями без ведомственной подчиненности на 178,3 млн рублей (59,8 %).
Потребителям за январь-сентябрь 2017 года отгружено промышленной продукции (без учёта продукции, произведенной из давальческого сырья) на сумму 285,4 млн рублей, в том числе инновационной на 99,1 млн рублей, или 34,7 % от её общего объёма, из них ЗАО «Штадлер Минск» — 92,3 млн руб., или 93,3 % в общем объёме, ООО «Фанипольский завод измерительных приборов «Энергомера» — 1,7 млн руб ОАО «ДЭМЗ» — 3,6 млн руб., ЧУП «МАВ» — 0,8 млн руб. ОАО «Амкодор-Семаш» — 0,6 млн руб..

### Сельское хозяйство
На 1 января 2010 года в районе насчитывается 16 сельскохозяйственных предприятий, ОАО "Агрокомбинат «Дзержинский», животноводческое объединение «Шикотовичи». Основной отраслью сельского хозяйства является мясо-молочное животноводство. Выращиваются пшеничные и кормовые культуры, картофель и другие овощи.
В 2017 году сельскохозяйственные организации района собрали 114 тыс. т зерновых и зернобобовых культур при урожайности 52,9 ц/га (средняя по области — 35 ц/га) и 102,8 тыс. т сахарной свёклы при урожайности 474 ц/га (средняя по области — 522 ц/га). Урожайность зерновых в 2017 году была одной из самых высоких среди районов Минской области и всей страны. С 2016 года посевы льна-долгунца в районе отсутствуют. Под зерновые культуры в 2017 году было засеяно 21,6 тыс. га пахотных площадей (около 18 % всей площади района), под кормовые культуры — 17,5 тыс. га, под сахарную свёклу — 2,2 тыс. га.
В 2017 году сельскохозяйственные организации района реализовали 82 тыс. т мяса скота и птицы и произвели 112,8 тыс. т молока (средний удой — 7322 кг). На 1 января 2018 года в сельскохозяйственных организациях района содержалось 45,5 тыс. голов крупного рогатого скота, в том числе 15,6 тыс. коров. Птицефабрики Дзержинского района в 2017 году произвели 31,5 млн яиц.
| Валовой сбор зерновых и зернобобовых, т:                                                        | Урожайность зерновых и зернобобовых, ц/га:                                                      | Производство молока в районе, т:                                                                |
| Графики недоступны из-за технических проблем. См. информацию на Фабрикаторе и на mediawiki.org. | Графики недоступны из-за технических проблем. См. информацию на Фабрикаторе и на mediawiki.org. | Графики недоступны из-за технических проблем. См. информацию на Фабрикаторе и на mediawiki.org. |

## Инфраструктура

### Транспорт
Через район проходят железнодорожная магистраль «Москва—Минск—Брест» и автомобильная дорога М1, того же направления.
Через район проходят дороги на Ивенец и Заславль, основные дороги местного значения: Станьково—Добринёво, Негорелое—Узда, Негорелое—Самохваловичи, Дзержинск—Рубежевичи.

### Социальная инфраструктура
По состоянию на 2010 год в Дзержинском районе 3 гимназии, 16 средних, 2 базовые и 1 начальная школа, имеется 5 комплексов «детский сад — школа», 2 музыкальные школы, 2 школы искусств, школа-интернат, 22 дошкольных учреждения, 33 клуба, 34 библиотеки. Работают 5 больниц, 14 фельдшерско-акушерских пунктов. Зоны отдыха — Отрадное, Грибная, Купалинка. В районе 15 религиозных общин, в том числе 6 православных и 4 католические.
В Дзержинске действует государственный колледж (ранее-областной аграрно-технический профессиональный лицей).
В 2017 году публичные библиотеки района посетили 19,5 тыс. человек, которым было выдано 350,3 тыс. экземпляров книг и журналов. В 2017 году в районе действовало 22 клуба.
В 2008 году ОАО "Агрокомбинат «Дзержинский» на основании Указа Президента начал строительство Центра экологического туризма «Станьково». 3 года велись строительные работы и в апреле 2011 года центр экологического туризма принял первых посетителей. Площадь всего центра составляет 360 га. Центр расположен возле деревни Станьково Дзержинского района Минской области (дорога Самохваловичи — Негорелое).

## Культура

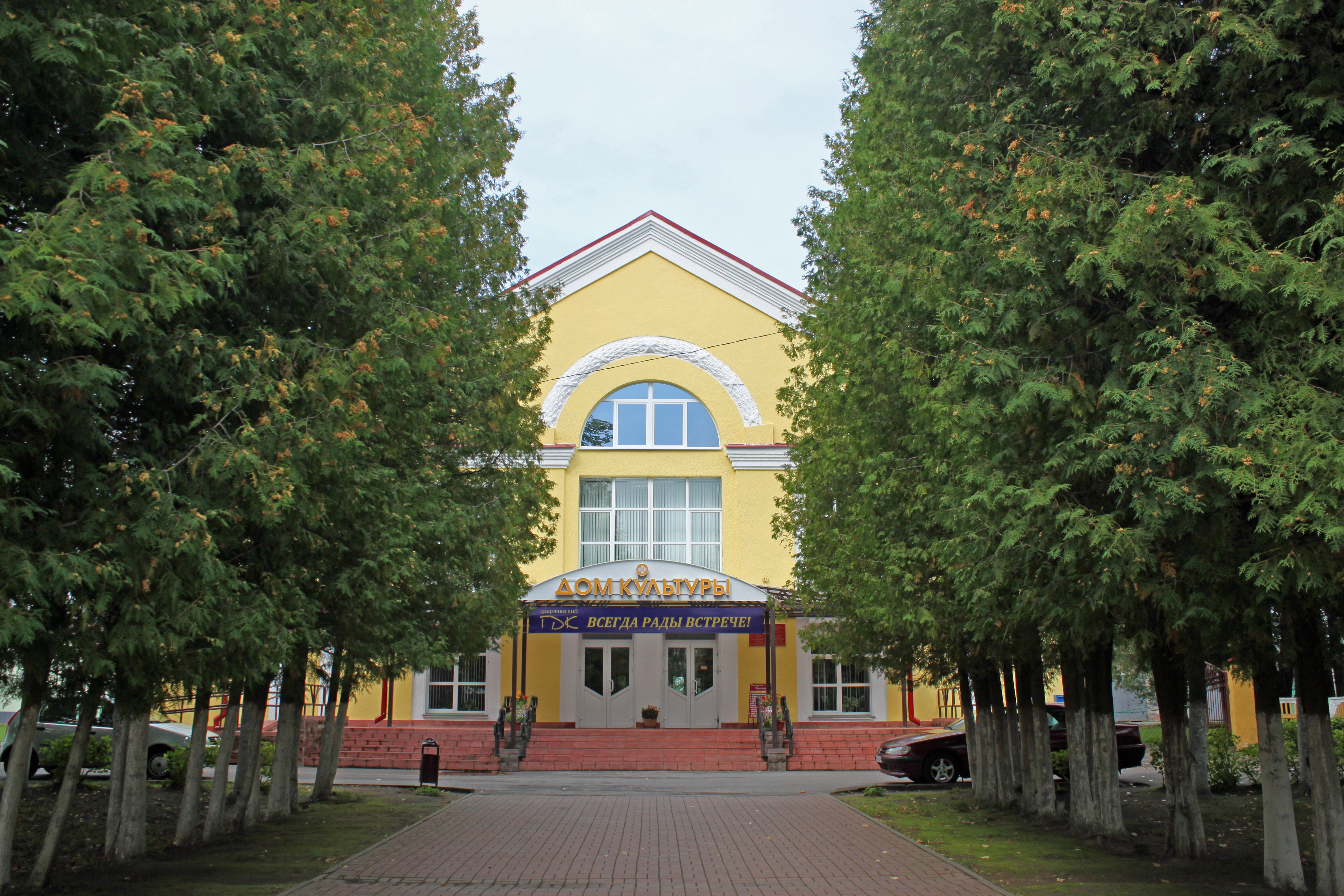
Дом культуры в Дзержинск

- Государственное учреждение «Дзержинский районный историко-краеведческий музей». В 2016 году Дзержинский районный историко-краеведческий музей посетили 16 тысяч человек[41].
- Музей истории станции Негорелое в Негорелое
- Центр экологического туризма «Станьково»
- Возле Станьково расположен военно-исторический комплекс «Минский укрепрайон»

## Достопримечательность
На территории района расположена наивысшая точка Беларуси — Гора Дзержинская.
Памятники археологии — курганные могильники возле деревень Гричино, Путчино, Старая Рудица, Черниковщина, городищи возле деревень Каменка, Клыповщина, Мощёное, Новосады.
Сохранились памятники архитектуры и садово-паркового искусства:
- Успенский собор (2-я половина XVIII века) в Волме
- Усадьбы XIX века в деревнях Волма и Новосёлки
- Костёл 1836 года в Старинках
- Покровская церковь 2-й половины XIX века в деревне Добринёво
- Станьковский усадебно-парковый комплекс
- Николаевская церковь 1858 года в Станьково
- Жилые постройки XIX века в Негорелом
- Каплица начала XX века в Боровом
- Мемориальный комплекс «Литавец»

### Памятник природы, заказник
- Ленчино — заказник местного значения
- Ляховичские дубы (Ляховичи)— ботанический памятник природы местного значения
- Парк «Станьково» — ботанический памятник природы местного значения
- Участок карельской берёзы — ботанический памятник природы местного значения
- Демидовичские родники — гидрологический памятник природы
- Родник около деревни Радима — гидрологический памятник природы

## Галерея

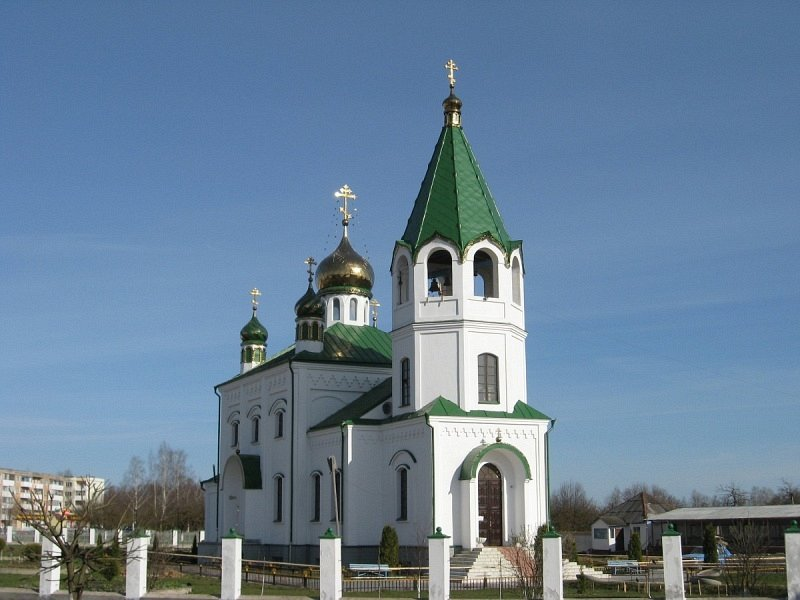
Спасо-Вознесенская церковь в Фаниполь
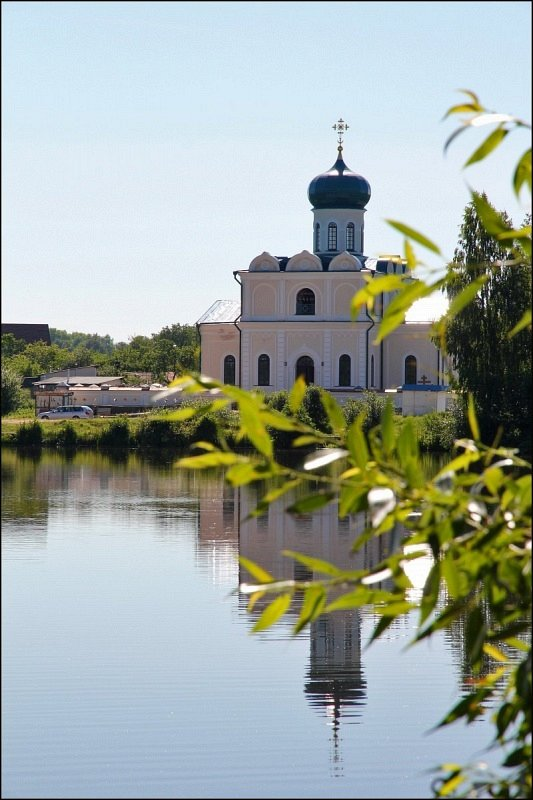
Свято-Николаевская церковь в Станьково
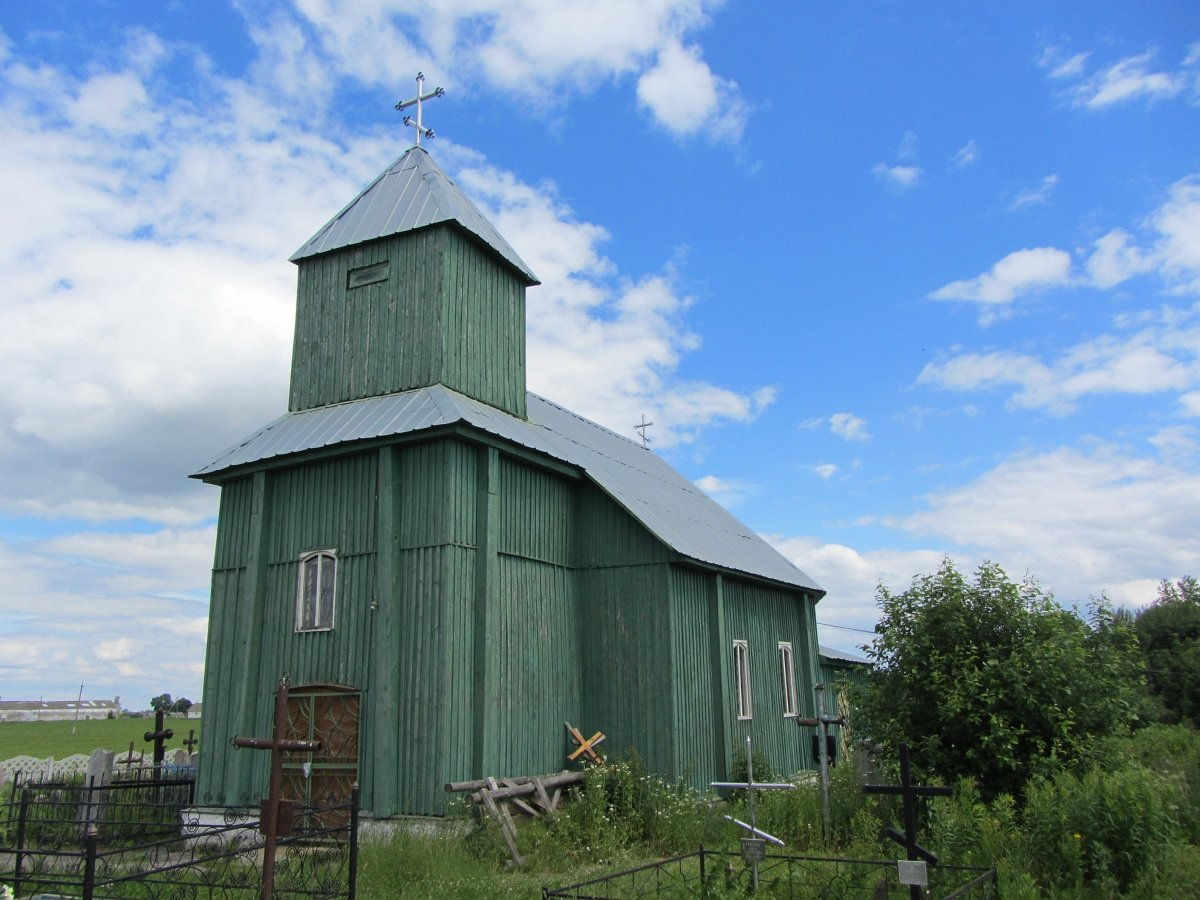
Покровская церковь в Добринёво
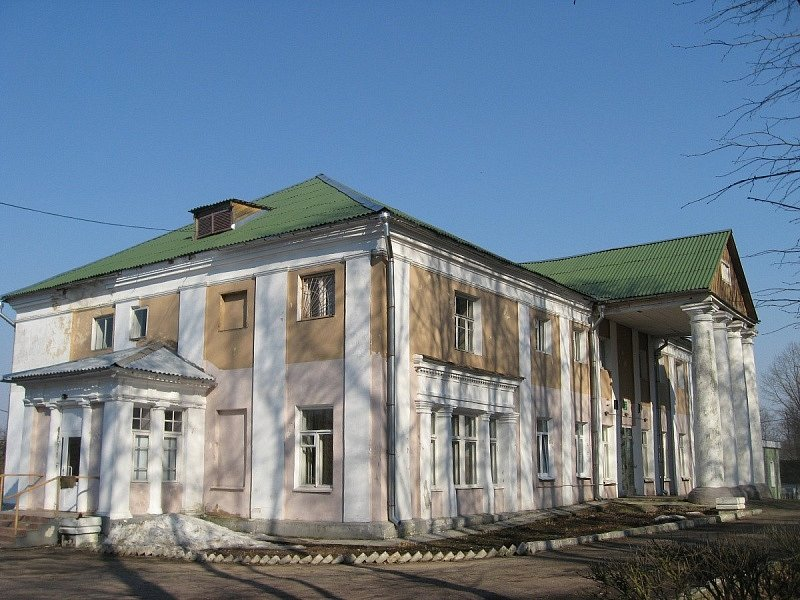
Усадьба Костровицких в Большие Новосёлки

## Известные уроженцы

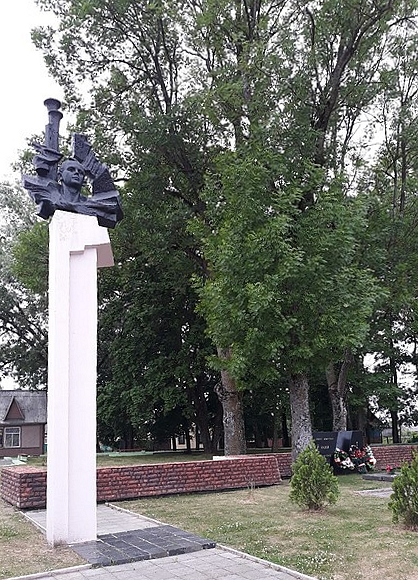
Памятник Герою Советского Союза Марату Казею в деревне Станьково

Герои Советского Союза — уроженцы Дзержинского района:
- Александр Кондратьевич Бурак (12 февраля 1918—24 декабря 1993), г. Дзержинск
- Михаил Михайлович Гармоза (19 августа 1917—24 июня 1985), д. Чапля (ныне — Розовка)
- Антон Иосифович Гурин (28 сентября 1910—22 октября 1962), д. Шпильки
- Марат Иванович Казей (10 октября 1929—11 мая 1944), д. Станьково
- Иван Семёнович Леонович (14 ноября 1920—13 января 1946), д. Слободка
- Евгений Иванович Фоминых (24 декабря 1906—22 мая 1977), г. Дзержинск
- Николай Филиппович Шарко (2 января 1924—4 июля 1997), д. Макавчицы (ныне — г. Дзержинск)

Герои Социалистического Труда — уроженцы Дзержинского района:
- Янина Викентьевна Бандак (15 октября 1909—7 апреля 1982), д. Телешевичи
- Ариадна Ивановна Казей (23 декабря 1925—15 апреля 2008), д. Станьково
- Иван Степанович Малиновский (5 марта 1909—25 августа 2007), д. Витовка

Писатели — уроженцы Дзержинского района:
Николай Акалович (род. 1926, д. Костевичи), Юрий Брайдер (1948—2007, г. Дзержинск), Артур Вольский (1924—2002, г. Дзержинск), Адам Глобус (род. 1958, г. Дзержинск), Всеволод Горячко (род. 1968, д. Юцки), Василий Ивашин (1913—2009, д. Ляховичи), Шмуэль Кайдановер (1614—1676, м. Койданово), Иван Колесник (1932—1979, д. Гричино), Лукаш Калюга (1909—1937, д. Скворцы), Александр (Алесь) Маковский (род. 1943, д. Поусье), Антон Потоцкий (1867—1939, м. Койданово), Залман Рейзен (1887—1941, м. Койданово), Александр (Алесь) Рыбак (1934—2017, д. Макавчицы), Антон Соболевский (1932—2012, д. Андриевщина), Антон Семенович (1917—2000, д. Шабуневщина), Альфред (Алесь) Соловей (1922—1978, д. Крысово), Геннадий Тумаш (род. 1940, д. Кукшевичи), Игорь Хаданович (1940—1966, д. Шпильки), Вацлав Хадасевич (род. 1937, д. Волковичи), Николай Шашков (род. 1940, д. Каменка), Станислав Шушкевич (1908—1991, д. Бакиново).